# 妈姑镇
妈姑镇，是中华人民共和国贵州省毕节市赫章县下辖的一个乡镇级行政单位。

## 行政区划
妈姑镇下辖以下地区：
铅丰社区、锌河社区、砂石社区、四场社区、大树脚社区、老厂村、新厂村、何家冲村、寨子村、水塘村、团结村、和平村、平原村、九股村、龙井村、莲花村、鱼塘村、砂石浪村、拱桥村、火落冲村、桃园村、马鞍山村、箐头村、川洞村、小水井村、天桥村、后河村和海子村。